# Elizabeth Wurtzel
Elizabeth Lee Wurtzel (New York, 31. srpnja 1967. – 7. siječnja 2020.) bila je američka spisateljica i novinarka. Zastupala je feminističke stavove, a poznata je postala po memoarima u kojima opisuje svoje dugogodišnje bitke sa psihičkim problemima kao i ovisnostima.

## Prije Prozac Nationa
Wurtzel je odgojena kao Židovka. U prvim godinama života njezini roditelji su se rastali, a Elizabeth je živjela s majkom. S ocem je oduvijek imala buran odnos jer mu je zamjerala što nije bio uz nju tijekom godina odrastanja. Elizabeth je pohađala židovsku školu Ramaz gdje je pokazala svoje izvanredne intelektualne sposobnosti. Između ostalog, najviše se isticao njezin dar za pisanje te su njeni učitelji vjerovali kako će jednog dana sigurno postali slavna američka spisateljica. Zahvaljujući stipendijama i majčinim iscrpljujućim poslovima Elizabeth je primljena na Harvard gdje je radila za The Harvard Crimson te Dallas Morning News. Godine 1986. je primila nagradu magazina Rolling Stone za fakultetsko novinarstvo.

## Pakao depresije
Depresija Elizabeth Wurtzel je započela u njezinoj desetoj ili jedanaestoj godini kada je započela sa samoozljeđivanjem. Radila je to u školskoj garderobi za vrijeme odmora uz zvukove grupe Velvet Underground. S obzirom na više psihičkih oboljenja u široj obitelji njezin tadašnji psihijatar dijagnosticirao je endogenu (unutarnju) depresiju čiji je nastanak genetički uvjetovan. Tijekom godina Elizabeth je iskusila pakao depresije. Godine studiranja donijele su više bolničkih intervencija zbog čestih napadaja ludila ili pak prekomjernog uzimanja droge i alkohola. Uza sve to Elizabeth je rijetko bila u stanju pisati i studirati, ali ono posla što bi obavila bilo bi jednostavno briljantno.Nakon neuspjelog pokušaja samoubojstva njezina stalna psihijatrica odlučila je uključiti Elizabeth u program istraživanja novih lijekova. Dotada je uzimala samo standardne antidepresive i antipsihotike koji su imali jaki utjecaj na središnji živčani sustav i nisu davali neke rezultate kod atipične depresije koja je 80-ih dijagnosticirana Elizabeth. Novi lijek bio je Prozac, antidepresiv čije je djelovanje bazirano na povećanju koncentracije serotonina (između ostalog) odgovornog za „dobro raspoloženje“. Wurtzel je bila jedna od prvih ljudi u SAD-u koji su počeli uzimati Prozac.

## Sunce nakon kiše
Zahvaljujući Prozacu Elizabeth je uspjela diplomirati te se zaposliti kao kritičar pop glazbe u The New Yorkeru te The New York Magazine. Naime, Wurtzel je oduvijek bila gorljivi promatrač pop kulture te utjecaja glazbe, filmova i razdoblja na mlade. Kada je američka udruga lijekova i medicinskih pomagala FDA odobrila Prozac tvrtke Pfizer za šire tržište, Elizabeth ga je pila već duže vrijeme. 

## Prozac nacija
U 26-oj godini Elizabeth je objavila „Prozac nacija“ memoare koji su zbog svog kontroverznog sadržaja vrlo brzo postali bestseller. U knjizi je na sirov i drzak način ali s puno emocija opisan njezin odnos s roditeljima (posebice problematičnom majkom), prijateljima. Najviše stranica zauzima depresija i burni ljubavni odnosi koje problematična Elizabeth uglavnom nije bila u stanju održati. Knjiga je postala velika senzacija, no američki mediji su se naposljetku okomili na Elizabeth jer su SAD početkom 1990-ih bile u velikim državnim problemima te su ju smatrali sebičnom što želi narodu „uvaliti“ priče o svojoj nesposobnosti da vodi normalan život. Posve neopravdano. Naime, danas, gotovo 20 godina kasnije, depresija je 4. najraširenija bolest u svijetu, a predviđa se da će do 2020. godine uznapredovati do drugog mjesta. Masovna su adolescentska oboljenja čemu svjedoči i sve više prisutna EMO generacija. Depresija je danas dio pop kulture, a uzimanje antidepresiva poput Prozaca, Zoloft i ostalih je sasvim normalno u modernom svijetu. Elizabeth Wurtzel je prva javno istupila i objavila svijetu da je depresija pakao.
Filmska adaptacija ovog djela je premijerno prikazana na Toronto Film Festivalu 2001. godine. U glavnoj ulozi se pojavljuje Christina Ricci, a Wurtzel je na filmu radila kao savjetnica. Iako nikad nije prikazan u kinima, film je dobio solidne kritike, a 2005. je objavljen na DVD-u.

## Nakon Prozac nacije
Nakon senzacije Wurtzel se preselila na Floridu kako bi mogla raditi na drugoj knjizi „Bitch: In Praise of Difficult Women“. U tom razdoblju, Elizabeth je započela bitku s ovisnostima o kokainu i heroinu ali i lijeku Ritalin. Drugu knjigu je napisala jer je, kako kaže, primijetila da je feministička proza postala suha te joj je htjela dodati nešto sočnosti. Zbog lijekova koje je uzimala promocija knjige je bila otežana te su mnogi intervjui te TV gostovanja morali biti otkazani. Također, njezina stalna kolumna u The Guardianu je otkazana jer Wurtzel nije mogla završiti posao na vrijeme. Sve je to dovelo do izdavanja treće knjige autobiografskog sadržaja „More, Now, Again: Memoirs of Addiction“ u kojem opisuje svoje ovisnosti. Nakon oporavka radila je kao filmski kritičar za website Nerve te je 2007. godine upisala Yale školu prava.